# Rússia Primária
Rússia primária (russo): Русь изначальная, romanizado:  Rus iznachalnaya) é um longa-metragem soviético de 1985, de aventura, produzido no Sistema NIKFI, dirigido por Gennady Vasilyev, baseado no romance Rus iznachalnaya, do escritor soviético Valentin Ivanov. O enredo do filme é baseado na vida dos russos do século VI e sua luta contra os khazares e Bizâncio.

## Enredo
O filme se passa na Rússia Antiga, quando Ratibor uniu os eslavos em um exército e repeliu os nômades.
Ano 532 - Na capital de Bizâncio, Constantinopla, há um levante popular Nike contra o imperador Justiniano. Uma multidão de insatisfeitos liberta vários condenados à execução pública, incluindo o livre pensador e filósofo Maniqueu Malchus. Após a supressão da revolta, Malchus é enviado como escravo às galeras, onde é notado e libertado pelo intrigante traiçoeiro Presbítero Demétrio. Para este serviço, ele força Malchus a ajudá-lo em seu trabalho missionário nas terras dos russos. Malchus deserta e se junta aos "Rusich", achando seus costumes simples, sábios e justos.
Ano 558 - Tribos fragmentadas de russos pagãos se tornaram o objeto de intrigas do Império Bizantino, que colocou três cãs Khazar contra eles. Em uma guerra feroz, os Rusichs conseguem repelir a invasão dos nômades, mas depois disso seu líder Vseslav torna-se vítima do embaixador bizantino, que o envenenou insidiosamente durante as negociações. Seguindo o conselho de Malchus, o novo líder dos Antes, Ratibor, reúne um exército e invade a fortaleza da fronteira bizantina de Topir, o portão do império, após o qual Bizâncio conclui a paz com ele.

## Elenco
- Lyudmila Chursina como Aneya
- Boris Nevzorov como Vseslav
- Innokenty Smoktunovsky como Imperador Justiniano
- Margarita Terekhova as Theodora
- Elena Kondulainen como Mlava
- Arnis permitido como Malkh
- Igor Dmitriev as Tribonian
- Vladimir Talashko as Demetrius
- Vladimir Antonik como Ratibor
- Viktor Gogolev como Velimudr[5]
- Mikhail Kokshenov como Kolot
- Mikhail Svetin as Repartius
- Yevgeny Steblov como Hypatius
- Elguja Burduli como Belisarius
- Georgi Yumatov condenado à morte